# Йосипів Іван Романович
Іва́н Рома́нович Йосипів — український військовослужбовець, солдат Збройних сил України, учасник російсько-української війни.

## Життєпис
Іван Йосипів народився 4 серпня 1993 року в селі Майдані, нині Копичинецької громади Чортківського району Тернопільської области України.
У 2011 році закінчив Чортківське вище професійне училище.
З початком російського вторгнення в Україну 2022 року відправився на фронт. 
3 червня 2022 року загинув у боях на Донеччині.
За проявлені відвагу та героїзм у боротьбі з російським агресором нагороджений орденом «За мужність» ІІІ ступеня посмертно. Нагороду отримала дружина.